# Frank Crawley
Frank Crawley – angielski bokser, złoty medalista Mistrzostw Europy z roku 1925.
W maju 1925 został mistrzem Europy w kategorii średniej. W ćwierćfinale mistrzostw pokonał Norwega Edgara Christensena. W półfinale wyeliminował reprezentanta Niemiec Franza Krueppela, awansując do finału wraz z reprezentantem Danii Hansem Holdtem. W finale Crawley wygrał na punkty, zajmując pierwszą pozycję w kategorii średniej.
W 1927 zdobył mistrzostwo Wielkiej Brytanii w kategorii średniej, pokonując w finale Fredericka Mallina.